# Adieu (chanson de Jahn Teigen et Anita Skorgan)
Chansons représentant la Norvège au Concours Eurovision de la chanson
Aldri i livet
(1981) Do Re Mi
(1983)
Adieu est la chanson représentant la Norvège au Concours Eurovision de la chanson 1982. Elle est interprétée par Jahn Teigen et Anita Skorgan. Elle remporta auparavant le Melodi Grand Prix.

## Melodi Grand Prix
Le Melodi Grand Prix 1982 a lieu dans les studios du diffuseur NRK à Oslo. Dix chansons participent à la finale, le gagnant est choisi par le vote de 11 jurys régionaux.

## Eurovision
La chanson est la troisième de la soirée, suivant Cours après le temps interprétée par Svetlana pour le Luxembourg et précédant One Step Further interprétée par Bardo pour le Royaume-Uni.
Avec seulement 2 minutes 10 secondes, Adieu est l'une des chansons les plus courtes de l'histoire du Concours Eurovision de la chanson.
À la fin des votes, la chanson obtient 40 points et finit à la douzième place sur dix-huit participants.

## Postérité
La chanson fut interprétée aux obsèques de Jahn Teigen par Sara Skorgan Teigen, sa fille qu'il eut avec Anita Skorgan.

### Points attribués à la Norvège
| 12 points | 10 points        | 8 points | 7 points             | 6 points                          |
| --------- | ---------------- | -------- | -------------------- | --------------------------------- |
|           | - Allemagne      |          |                      | - Autriche - Irlande - Luxembourg |
| 5 points  | 4 points         | 3 points | 2 points             | 1 point                           |
|           | - Chypre - Suède |          | - Belgique - Espagne |                                   |